# Protorthemis
Genre
Protorthemis est un genre de la famille des Libellulidae appartenant au sous-ordre des anisoptères dans l'ordre des odonates. Il comprend quatre espèces.

## Espèces du genreProtorthemis
- Protorthemis celebensis Kirby, 1889
- Protorthemis coronata (Brauer, 1866)
- Protorthemis intermedia Fraser, 1936
- Protorthemis woodfordi (Kirby, 1889)